# スクロース α-グルコシダーゼ
スクロース α-グルコシダーゼ(Sucrose alpha-glucosidase、EC 3.2.1.48)は、α-D-グルコシダーゼ型の作用で、スクロース及びマルトースを加水分解する酵素である。系統名は、スクロース-α-D-グルコヒドロラーゼ(sucrose-alpha-D-glucohydrolase)である。
この酵素は、腸粘膜から一本鎖のポリペプチドとして単離される。